# Cabezón de Cameros
Cabezón de Cameros is een gemeente in de Spaanse provincie en regio La Rioja met een oppervlakte van 12,01 km². Cabezón de Cameros telt 16 inwoners (1 januari 2016).

## Demografische ontwikkeling

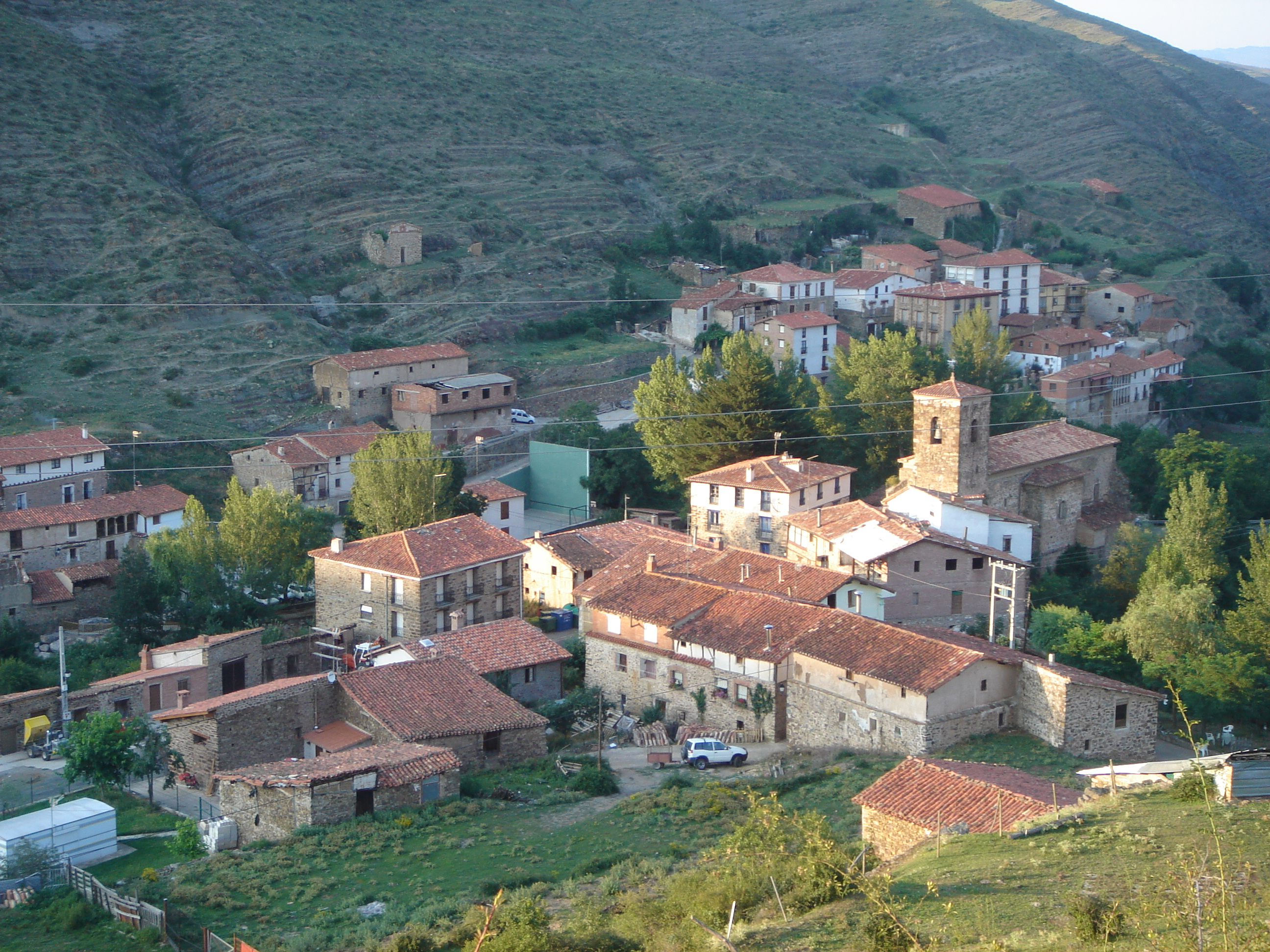
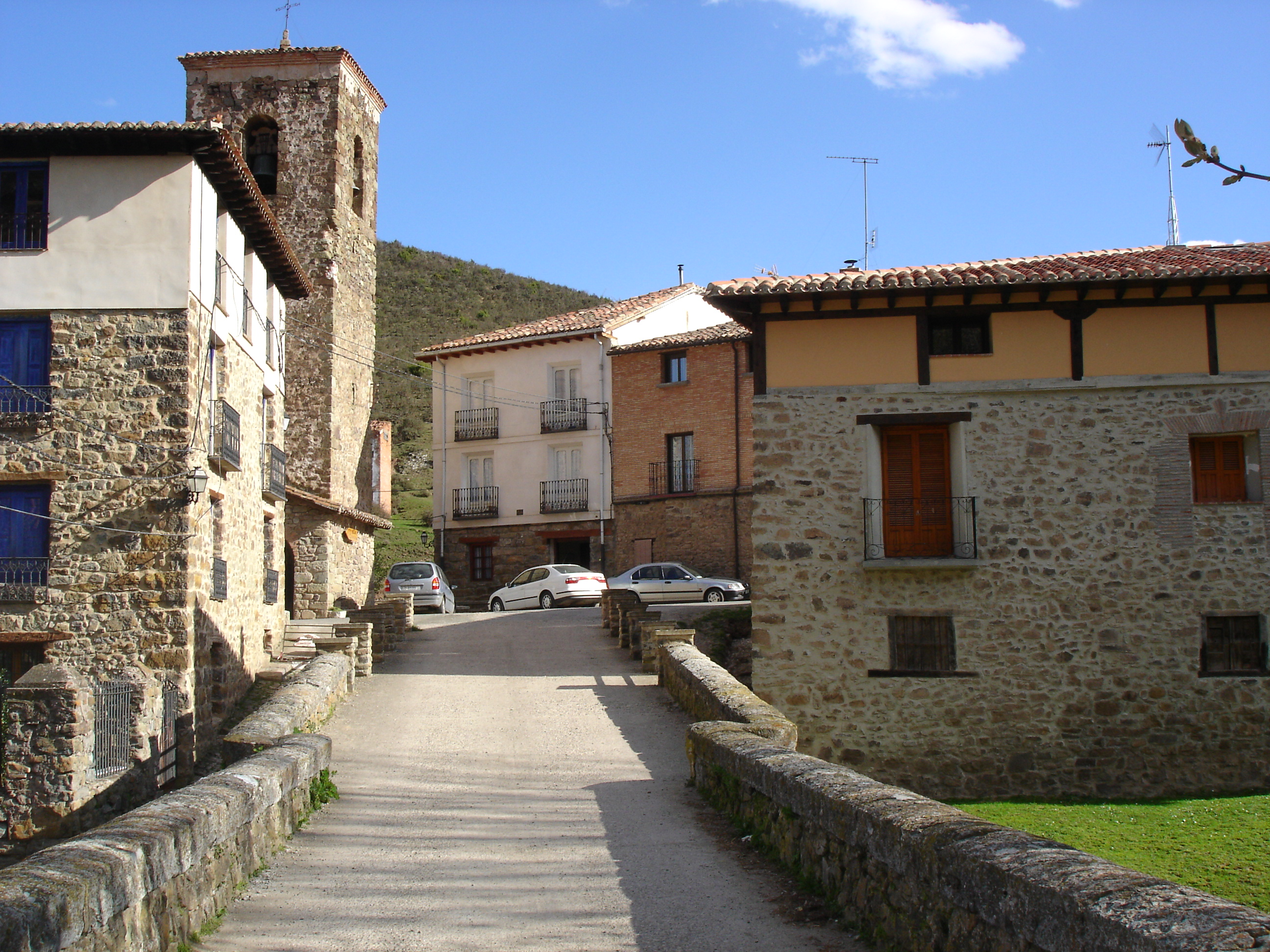

Bron: INE, 1857-2011: volkstellingen